# Hans Günter Winkler
Hans Günter Winkler (Barmen, actual Wuppertal, 24 de juliol de 1926 - Wuppertal, 9 de juliol de 2018) fou un genet alemany, guanyador de set medalles olímpiques en representació de l'Alemanya Occidental (RFA) i Alemanya.
Especialista en el concurs de salts va participar, als 29 anys, en els Jocs Olímpics d'Estiu de 1956 realitzats a Melbourne (Austràlia), si bé les proves eqüestres es van celebrar a Estocolm (Suècia). En aquests Jocs, en representació de l'equip unificat alemany, aconseguí guanyar dues medalles d'or en les proves individuals i per equips del concurs de salts. En els Jocs Olímpics d'Estiu de 1960 realitzats a Roma (Itàlia) revalidar el seu títol olímpic en la prova per equips i guanyà un diploma olímpic en la prova individual en finalitzar cinquè. En els Jocs Olímpics d'Estiu de 1964 realitzats a Tòquio (Japó) tornà a revalidar el seu títol olímpic per equips, finalitzant en quinzena posició en la prova individual.
En els Jocs Olímpics d'Estiu de 1968 celebrats a Ciutat de Mèxic (Mèxic), i sota representació de l'Alemanya Occidental (RFA), aconseguí guanyar la medalla de bronze en la prova per equips, i novament aconseguí un diploma olímpic en finalitzar cinquè en la prova individual. En els Jocs Olímpics d'Estiu de 1972 realitzats a Múnic (Alemanya Occidental) únicament participà en la prova per equips, on tornà a guanyar la medalla d'or. Finalment participà, als 49 anys, en els Jocs Olímpics d'Estiu de 1976 realitzats a Mont-real (Canadà), on aconseguí guanyar la medalla de plata en la prova per equips i finalitzà desè en la prova individual.
Al llarg de la seva carrera aconseguí guanyar dues medalles en el Campionat del Món de salt a cavall, totes elles d'or; així com cinc medalles en el Campionat d'Europa. També fou cinc vegades campió del seu país.